# Benjamin Manceau
Pour les articles homonymes, voir Manceau.
Benjamin Manceau, né le 2 juin 1987 à Angers, est un rameur d'aviron français.
Il est médaillé d'argent en deux avec barreur aux Championnats du monde d'aviron 2008, médaillé d'or en huit aux Championnats d'Europe d'aviron 2008, médaillé de bronze en huit aux Championnats d'Europe d'aviron 2009, médaillé d'argent en deux avec barreur aux Championnats du monde d'aviron 2012 et médaillé de bronze en deux avec barreur aux Championnats du monde d'aviron 2013.
actuellement coach a angers 